# Kevin Curren
Kevin Melvyn Curren (Durban, 2 de Março de 1958) é um ex-tenista profissional sul-africano-estadunidense.

## Grand Slam finais

### Simples: 2 finais (2 vices)
| Posição | Ano  | Campeonato      | Piso  | Oponente      | Placar                       |
| Vice    | 1984 | Australian Open | Grama | Mats Wilander | 7–6(7–5), 4–6, 6–7(3–7), 2–6 |
| Vice    | 1985 | Wimbledon       | Grama | Boris Becker  | 3–6, 7–6(7–4), 6–7(3–7), 4–6 |

### Duplas (1 título)
| Posição | Ano  | Campeonato | Piso | Parceiro     | Oponentes                 | Placar                       |
| ------- | ---- | ---------- | ---- | ------------ | ------------------------- | ---------------------------- |
| Campeão | 1982 | US Open    | Duro | Steve Denton | Victor Amaya Hank Pfister | 6–2, 6–7(4–7), 5–7, 6–2, 6–4 |

### Duplas Mistas (3 títulos)
| Posição | Ano  | Campeonato | Piso  | Parceiro   | Oponentes                   | Placar                  |
| ------- | ---- | ---------- | ----- | ---------- | --------------------------- | ----------------------- |
| Campeão | 1981 | US Open    | Duro  | Anne Smith | JoAnne Russell Steve Denton | 6–4, 7–6                |
| Campeão | 1982 | Wimbledon  | Grama | Anne Smith | Wendy Turnbull John Lloyd   | 2–6, 6–3, 7–5           |
| Campeão | 1982 | US Open    | Duro  | Anne Smith | Barbara Potter Ferdi Taygan | 6–7, 7–6(7–4), 7–6(7–5) |